# محمد حنيف (كاتب)
محمد حنيف (Mohammed Hanif) (من مواليد نوفمبر 1964) هو كاتب وصحفي باكستاني بريطاني يكتب مقالا رأي شهري في صحيفة في نيويورك تايمز.
حنيف هو مؤلف الكتاب المشهود نقديا "قضية تفجير المانجو"، الذي تم ترشيحه لفترة طويلة لجائزة بوكر، وكذلك في القائمة المختصرة لجائزة الغارديان الأولى للكتاب، وفاز بجائزة الكومنولث لأفضل كتاب. حصل كتابه الثاني، السيدة آليس بهاتي ‏، على جائزة ويلكوم للكتاب. كما عمل كمراسل لبي بي سي نيوز في كراتشي، كما كتب الدراما المشهورة والفيلم الروائي الطويل (The Long Night). ونشرت أعماله من قبل صحيفة نيويورك تايمز, ديلي تلغراف, النيويوركر و واشنطن بوست. تم عرض مسرحيته «زوجة الدكتاتور» (The Dictator's Wife) في مسرح هامبستيد ‏.

## الحياة
ولد في اوكارا، باكستان. تخرج من أكاديمية القوات الجوية الباكستانية ‏ كضابط طيار، لكنه تركها بعد ذلك لمتابعة مهنة الصحافة. عمل في البداية مع مجلة نيوزلاين ‏ وكتب لـ واشنطن بوست و إنديا توداي. وهو خريج جامعة إيست أنجليا.
في عام 1996، انتقل إلى لندن للعمل لدى هيئة الإذاعة البريطانية. وفي وقت لاحق، أصبح رئيسًا لخدمة بي بي سي الأوردية في لندن. عاد إلى باكستان في عام 2008.

## أعمال
كانت روايته الأولى قضية تفجير المانجو (A Case of Exploding Mangoes) في عام (2008) ضمن قائمة المرشحين لجائزة الغارديان الأولى ‏ لعام 2008  وتم إدراج ترشيحها في القائمة الطويلة لجائزة بوكر مان لعام 2008. وفازت بجائزة الكومنولث للكتاب ‏ لعام 2009 في أفضل فئة في الكتاب الأول  وجائزة شاكتي بهات الأولى للكتاب لعام 2008.
كتب حنيف أيضا للمسرح والشاشة، بما في ذلك فيلم روائي طويل بعنوان (The Long Night) (2002)، وهي مسرحية إذاعية لهيئة الإذاعة البريطانية، «ماذا الآن، والآن بعد أن ماتنا؟» (What Now, Now That We Are Dead?)، ومسرحية «زوجة الدكتاتور» (The Dictator's Wife) (2008). تم نشر روايته الثانية «سيدة آليس بهاتي» (Our Lady of Alice Bhatti) في عام 2011.. وقد تم ترشيحها لجائزة ويلكوم تراست للكتاب ‏ (2012), و جائزة DSC لأدب جنوب آسيا ‏ (2013).
يتعاون حالياً مع الملحن محمد فيروز على أوبرا بعنوان «بوتو».
غالبًا ما تمت مقارنة أسلوب حنيف مع أسلوب الكاتب سلمان رشدي. لكن حنيف لا يوافق على ذلك. على الرغم من أنه يقول إنه يستمتع بقراءة كتب رشدي، فإنه لا يريد أن يعاني نفس المصير الذي آل أليه رشدي.

## ببليوغرافيا

### أفلام
- ليلة طويلة (The Long Night) (سيناريو) (2002)

### روايات
- قضية تفجير المانجو (2008)
- سيدة آليس بهاتي (Our Lady of Alice Bhatti)  [لغات أخرى]‏ (2011)
- البلوش الذي لا يفقد والآخرون (The Baloch who is not missing and others who are) (2013)
- الطيور الحمراء (Red Birds) (2018)

### مسرحيات
- ماذا الآن، الآن نحن ميتون؟ (What Now, Now That We Are Dead?) (مسرحية أذاعية)
- زوجة الدكتاتور (The Dictator's Wife) (2008)

## روابط خارجية
- محمد حنيف على موقع مونزينجر (الألمانية)

- Booker Prize Interview
- An interview with M. Hanif on "Our Lady of Alice Bhatti"
- Mohammed Hanif: My Country, Caving to the Taliban
- Ten Myths About Pakistan- Times of India
- Audio slideshow interview with Mohammed Hanif talking about A Case of Exploding Mangoes on The Interview Online
- Audio: Mohammed Hanif in conversation on the BBC World Service discussion programme The Forum  [لغات أخرى]‏
- "Mohammed Hanif on being longlisted for the Man Booker", manbookerprise.com
- Interview with Mohammed Hanif: "People Did Not Want the Taliban"
- Mohammad Hanif Articles on BBC Urdu
- Interview with Papercuts literary magazine on writing technique, elitism in Pakistani writing in English and hypocrisy in Pakistani society